# Phumlile Ndzinisa
Phumlile Sibonakele Ndzinisa, talvolta accreditata come Fumlile (Lobamba, 21 agosto 1992), è una velocista swati.
Ha rappresentato lo Swaziland in occasione dei Giochi olimpici estivi di Londra 2012 e Rio de Janeiro 2016. Nel corso della cerimonia di chiusura alle Olimpiadi di Rio è stata portabandiera della delegazione.

## Record nazionali
- 100 metri piani: 11"35 (+0,2 m/s) ( Forbach, 29 maggio 2016)
- 200 metri piani: 23"47 (-0,7 m/s) ( Brazzaville, 16 settembre 2015)
- 400 metri piani: 53"02 ( Brazzaville, 14 settembre 2015)

## Palmarès
| Anno | Manifestazione          | Sede           | Evento       | Risultato   | Prestazione | Note             |
| ---- | ----------------------- | -------------- | ------------ | ----------- | ----------- | ---------------- |
| 2009 | Mondiali U18            | Bressanone     | 200 m piani  | Batteria    | 26"24       |                  |
| 2010 | Campionati africani     | Nairobi        | 200 m piani  | Batteria    | 26"27       |                  |
| 2011 | Campionati africani U20 | Gaborone       | 200 m piani  | 6ª          | 24"83       |                  |
| 2011 | Campionati africani U20 | Gaborone       | 400 m piani  | 7ª          | 55"76       |                  |
| 2011 | Mondiali                | Taegu          | 200 m piani  | Batteria    | 24"15       | Record nazionale |
| 2011 | Giochi panafricani      | Maputo         | 200 m piani  | Semifinale  | 24"24       |                  |
| 2011 | Giochi panafricani      | Maputo         | 1500 m piani | Semifinale  | 54"26       |                  |
| 2012 | Campionati africani     | Porto-Novo     | 200 m piani  | Semifinale  | 24"45       |                  |
| 2012 | Campionati africani     | Porto-Novo     | 400 m piani  | Batteria    | 55"37       |                  |
| 2012 | Giochi olimpici         | Londra         | 400 m piani  | Batteria    | 53"95       |                  |
| 2013 | Mondiali                | Mosca          | 400 m piani  | Batteria    | 56"36       |                  |
| 2014 | Campionati africani     | Marrakech      | 200 m piani  | 8ª          | 23"89       |                  |
| 2014 | Campionati africani     | Marrakech      | 400 m piani  | 8ª          | 54"96       |                  |
| 2014 | Giochi del Commonwealth | Glasgow        | 200 m piani  | Semifinale  | 24"32       |                  |
| 2014 | Giochi del Commonwealth | Glasgow        | 400 m piani  | Batteria    | 56"38       |                  |
| 2015 | Giochi panafricani      | Brazzaville    | 200 m piani  | 6ª          | 23"69       |                  |
| 2015 | Giochi panafricani      | Brazzaville    | 400 m piani  | Semifinale  | 53"02       | Record nazionale |
| 2016 | Campionati africani     | Durban         | 100 m piani  | 5ª          | 11"46       |                  |
| 2016 | Campionati africani     | Durban         | 200 m piani  | Semifinale  | dnf         |                  |
| 2016 | Giochi olimpici         | Rio de Janeiro | 100 m piani  | Preliminari | 12"49       |                  |
| 2018 | Campionati africani     | Asaba          | 100 m piani  | Semifinale  | 12"10       |                  |
| 2018 | Campionati africani     | Asaba          | 200 m piani  | Batteria    | dns         |                  |
| 2018 | Giochi del Commonwealth | Gold Coast     | 100 m piani  | Batteria    | 12"11       |                  |
| 2019 | Giochi panafricani      | Rabat          | 100 m piani  | Semifinale  | 12"01       |                  |
| 2019 | Giochi panafricani      | Rabat          | 200 m piani  | Semifinale  | 24"68       |                  |